# シャリア・ブル
シャリア・ブルは、アニメ『機動戦士ガンダム』に登場する架空の人物。

## 劇中での活躍
第39話「ニュータイプ、シャリア・ブル」に登場。容姿は口ひげをたくわえたロマンスグレーのナイスミドル風であり、若年層に数多く発生例が見られたニュータイプ（のパイロット）としては後のシリーズを通しても異色の存在。また、意味不明な言動やエキセントリックかつ情緒不安定な性格の多いニュータイプ（または強化人間）の中にあって、その落ち着きのある謹厳実直な人柄も極めて異例である。
階級は大尉。ジオン公国の擁する木星エネルギー船団の隊長を務め、核融合のエネルギー源であるヘリウム3採取・運搬に従事していた。一年戦争末期、危険な任務に就きながら再三にわたって無事に生還し「木星帰りの男」と呼ばれる。シャリアに高いニュータイプの素養が見られることがフラナガン機関の調査で明らかとなり、ギレン・ザビ自ら執務室にて謁見し、キシリア・ザビ配下のニュータイプ部隊に送り込まれる。その際にギレンからキシリアのもとへ派遣する意味を問われ、その政治的な意図を察するもあえて「閣下の深いお考えは分かりません」とはぐらかして答えている。その後はドロス級空母で月面都市グラナダに着任し、キシリアもシャリアの報告を受け、ララァ・スン以上の戦果を期待していた。
着任早々、戦闘データ記録係のシムス・アル・バハロフ中尉を伴ってブラウ・ブロに乗って、宇宙要塞ソロモンから出撃し、ホワイトベース隊と会敵する。初めての操縦であるにもかかわらずオールレンジ攻撃を駆使してブラウ・ブロの真価を遺憾なく発揮し、迎撃に出たガンタンクを翻弄したうえ、ガンキャノンの両脚を吹き飛ばす。ガンダムのシールドも破壊するが、同じくニュータイプの素養の飛躍的な高まりを見せていたアムロ・レイにブラウ・ブロの有線ビーム砲を撃ち落とされた末に本体の位置を特定され、攻撃をかいくぐられて左右の分離による回避が不可能な真横から至近距離でのビーム・ライフルを浴び、撃破されて戦死する。しかし、この戦いでガンダムは操縦系統に無理をさせ過ぎたため、ニュータイプに開花しつつあるアムロの鋭敏な反射神経に追いつかなくなり、オーバーヒートを起こす事態に追い込まれてしまう（その後、応急処置としてマグネット・コーティングが施されることになる）。
出撃前にはシャア・アズナブルとララァに会見しており、ララァの優れたニュータイプの素養を見抜くと共に、シャアにニュータイプの、ひいては人類全体の行く末を託していた。シャアは律儀で不器用なシャリアがギレンとキシリアの間で板挟みとなり苦悩していたことを会見時に見抜いており、あえて死に場所を与える意味で出撃させている。
なお、シャリアとアムロとの戦いでガンダムの操縦系統がオーバーヒートを起こした状態では、シャアとララァが追撃をかければ十分撃破可能であったが、シャリアがガンダムに敗れた直後にガンダムを撃墜したとあってはその名誉が汚されると考えたシャアは、ララァの進言を退けてあえて追撃をかけず、結果としてガンダムを撃破する好機を逃してしまう。
劇場版には登場しない。これについて監督の富野喜幸は、上映時間の不足に加えて安彦良和の「シャリアのエピソードは要らない」との意見があったため、と語っている。なお、テレビ放映が当初の予定通り全52話であれば、シャリアのエピソードは3話分になるはずで、ニュータイプ部隊を率いている設定だったという。

## テレビ版以外での立場

### 富野喜幸による小説『機動戦士ガンダム』
28歳だが老けて見えるとされている。テレビ版よりもはるかに重要人物となっており、キシリアの動向を探る任務を帯びてギレンからシャアのニュータイプ部隊へ送り込まれるまではテレビ版と同様だが、程なくシャアに心服するようになり、ララァが早々に退場していた関係から彼女の代りにシャアの右腕的な存在となって長く活躍する。当初の乗機はリック・ドム、終盤はテレビ版同様ブラウ・ブロに搭乗するが役回りは大きく異なり、「元凶ギレンを倒すべくサイコミュを通じて最強の敵アムロ・レイへ同盟を呼びかける」という重要な任務を担っていた。何とかコンタクトには成功するものの、ソーラ・レイの試射による阿鼻叫喚で逆上したアムロが反射的に放ったビーム・ライフルにコクピットを直撃され、戦死した。しかし、死に際の思念がアムロに届いたことから、同盟は成立する。パイロットとしての力量はアムロやシャア自身をしてシャアと同等以上と思わせるほどで、エルメスのパイロットであるクスコ・アルをフォローすることもできた。なお、両親を知らない生い立ちであり、妻子もいない。

### トミノメモ
ギレンによりニュータイプと目されるガンダムのパイロットを調査する意味も込め、シャアのもとへ派遣される。そのニュータイプ能力によってシャアの心中に垣間見たザビ家への報復の念に驚きつつも、出撃後すぐにワッケインのマゼランを撃沈する。これを迎え撃ったアムロは、シャリアのニュータイプとしての意思に混乱しつつも、その意思を消す戦法で彼を倒す。シャリアの戦死はギレンを驚愕させ、グラナダで直々にキシリアにニュータイプ部隊の編成を命じさせるに至る。

### CGアニメ『GUNDAM EVOLVE』
『EVOLVE../15 RX-78 / MAN-03 BRAW-BRO』では、シャリアとガンダムの戦いや、ギレン謁見、シャアおよびララァとの対面のシーンなどが3DCG作品としてリメイクされている。

### 漫画『機動戦士ガンダム THE ORIGIN』
設定を大きく変更されて登場。容姿はテレビ版と違って若々しく、同じニュータイプのララァを「小娘」と侮りライバル視するプライドの高い国粋主義者であるほか、強硬なギレン派として描かれた。木星船団を指揮してジオン十字勲章を授与されたほどのキャリアの持ち主で、ギレン直々の命を受け、「MAN特別部隊」に配属された。なお、自身はMAN-03のコードネームで呼ばれ（ブラウ・ブロの機体番号ではなく、本人の認識番号）、フラナガン博士には実戦には耐えうるが能力はララァに劣ると評価されている。テキサスコロニーでの戦闘では、ガンキャノン隊に壊滅的打撃を与えるが、ガンダムとの交戦時に若干の余裕を見せたことが災いし、ブラウ・ブロには不向きな閉鎖空間に誘い込まれたうえ、攻撃のパターンを完全に読まれて反撃もままならず、撃墜される。ただ勘の良さだけでモルモットの如く実験の材料にされ、ジオンに報いられなかったことを嘆きながら戦死した。

### テレビアニメ『機動戦士Gundam GQuuuuuuX』
テレビアニメ『機動戦士Gundam GQuuuuuuX』では、シャアとともに二機一組のモビルスーツによる「M.A.V.（マヴ）」戦術を生み出すとともに、彼の相棒となる準主役のキャラクターと設定された。宇宙世紀0085時点では中佐に昇進し、行方不明となった赤いガンダム（シャア）の捜索を継続するなど、シャアに対する執着を感じさせる行動が描かれる。キャラクターデザインも髪の色が薄めの青緑色になり、「今風のイケオジ」となった。
劇場先行公開版である『機動戦士Gundam GQuuuuuuX -beginning-』公開当初より一躍人気キャラクターとなったが、SNS上でネタバレを恐れた人々により、その名前を出さずに語るために「緑のおじさん」という暗号のような愛称が生まれている。

## 担当声優
- 木原正二郎（テレビ版）
- 小山力也（OVA『GUNDAM EVOLVE../15）
- 筈見純（ゲーム『機動戦士ガンダム ギレンの野望』『SDガンダム GGENERATION』）
- 広川太一郎（ゲーム『SDガンダム GGENERATION-F』）
- 高橋広樹（ゲーム『機動戦士ガンダム U.C. ENGAGE』）
- 川田紳司（アニメ『機動戦士Gundam GQuuuuuuX』）

## 主な搭乗機
機動戦士ガンダム
- MAN-03 ブラウ・ブロ
- MS-09RS リック・ドム（小説版のみ）

機動戦士Gundam GQuuuuuuX
- MS-09 シャリア専用リック・ドム
- MAN-03 キケロガ